# René Vietto

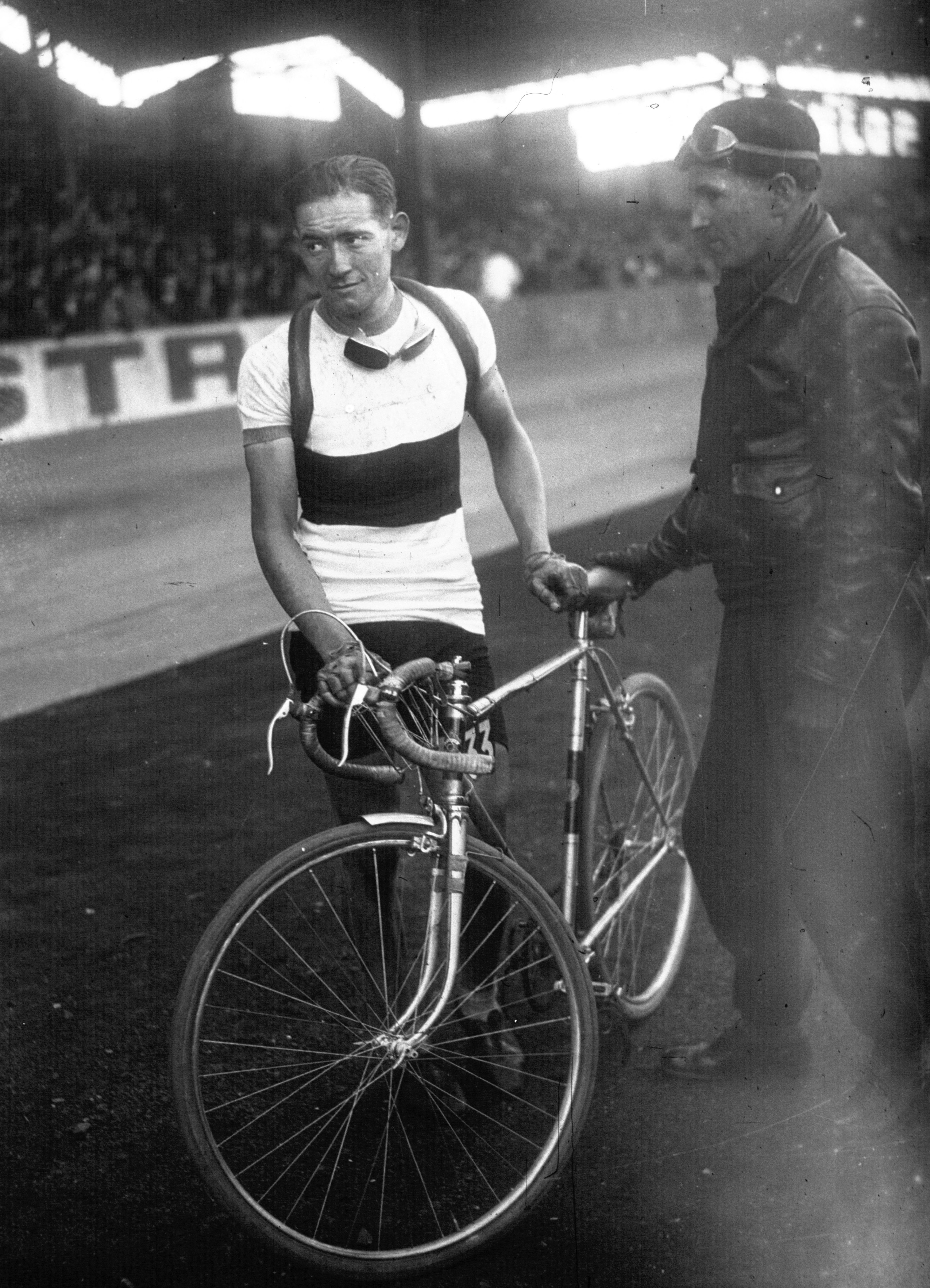
René Vietto im Buffalo-Stadion (1934)

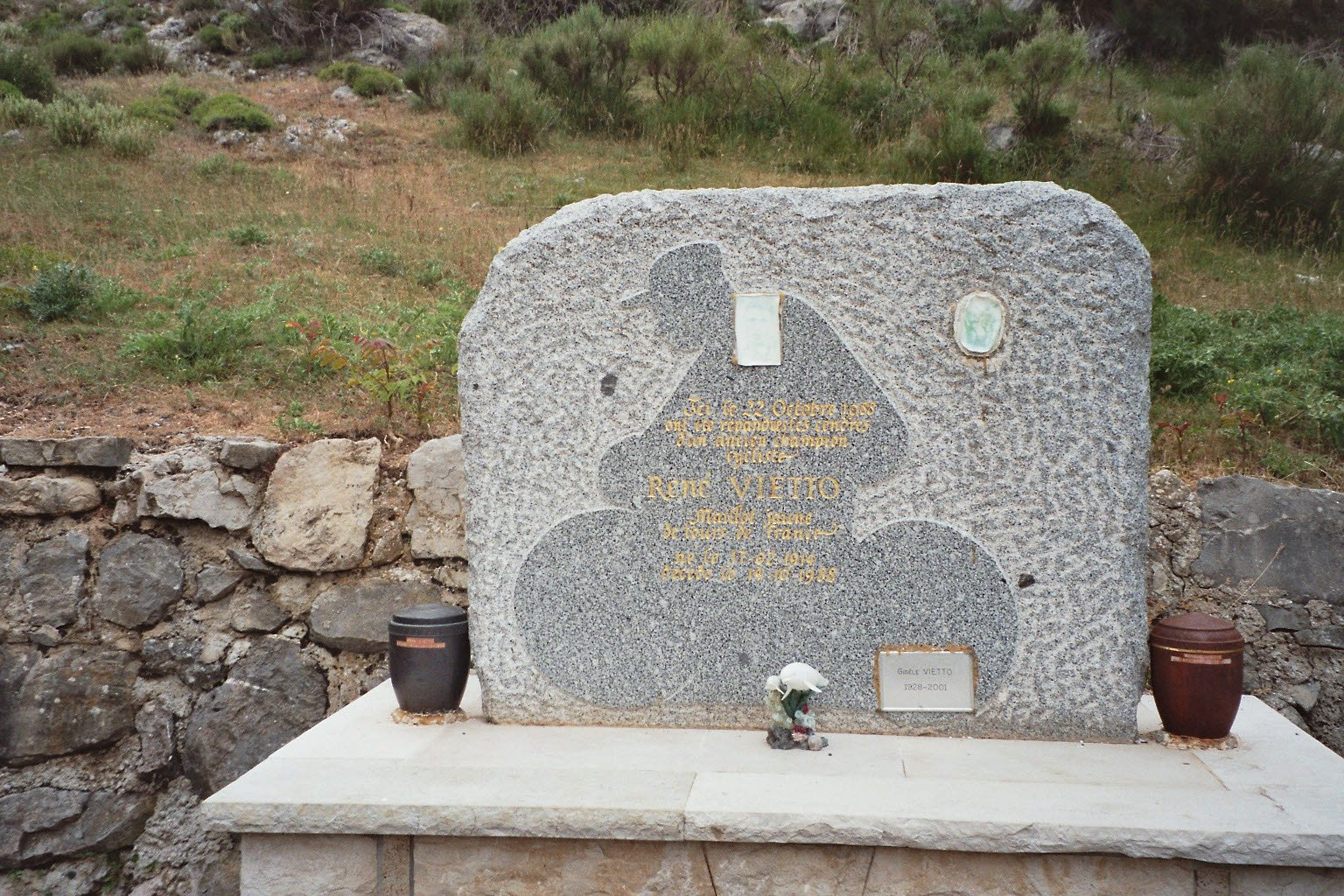
Das Grabmal von René Vietto auf dem Col de Braus in Frankreich

René Vietto (* 17. Februar 1914 in Rocheville-Le Cannet; † 14. Oktober 1988 in Orange) war ein französischer Radrennfahrer.
1934 gewann René Vietto den Grand Prix Wolber, ein Rennen für französische Nachwuchsfahrer. Anschließend startete der 20-jährige Vietto bei der Tour de France, gewann vier Etappen, das Gepunktete Trikot für den besten Bergfahrer und wurde Fünfter der Gesamtwertung.
Um diese Teilnahme von Vietto an der Tour ranken sich allerlei Legenden: Vor seiner Radsport-Karriere soll Vietto als Liftboy im Hotel Majestic in Cannes gearbeitet haben. Als er 1934 die Etappe nach Cannes gewann, wurde er dort mit besonderem Jubel empfangen. Zweimal soll er mit seinem Kapitän und späteren Sieger Antonin Magne das Rad getauscht haben, weil dieser einen Defekt hatte, und ihm somit den Sieg ermöglicht haben. Vietto büßte deshalb wertvolle Zeit ein, wurde aber dafür von den Radsport-Fans besonders ins Herz geschlossen. In dem 2011 erschienenen Buch Schweiß der Götter werden diese Angaben als Mythen entlarvt: In Wirklichkeit hatte Vietto nicht als Liftboy, sondern weniger glamourös auf einem Telegrafenamt gearbeitet, er hatte sein Rad nicht mit Magne, sondern mit Georges Speicher getauscht, und das Foto, auf dem er nach dem Radwechsel einsam und schluchzend gezeigt wurde, war bearbeitet (die ihn umstehenden Leute waren abgeschnitten worden). Doch: „Eine Legende ist geboren, und niemand wird es wagen, sie anzugreifen. Sie ist rührend“, schrieb ein Journalist damals. Nachdem Magne die Tour gewonnen hatte, musste er Vietto auf Verlangen der Zuschauer mit auf seine Ehrenrunde im Pariser Prinzenparkstadion nehmen.
1935 wurde Vietto Achter der Tour nach zwei Etappensiegen. Anschließend hatte er eine schwierige Zeit als Rennfahrer, da ihm der Erfolg zu Kopf gestiegen und er leichtlebig und launisch geworden war. Er bekam Probleme, eine Mannschaft zu finden und zur Tour zugelassen zu werden. „Im Radsportmilieu konnte ihn fast niemand ausstehen“.
1939 jedoch startete Vietto erneut bei der Tour, eroberte für 14 Tage das Gelbe Trikot und wurde Zweiter. 1947 war er 15 Tage lang der Führende in der Gesamtwertung und wurde schließlich Fünfter. Auch dieses Mal kostete ihn ein Defekt, wenn auch am eigenen Rad, den Sieg. Insgesamt startete Vietto achtmal bei der Tour und ist nach Fabian Cancellara der Fahrer, der am zweitlängsten das Gelbe Trikot trug, ohne jemals die Tour zu gewinnen.
1932 gewann er Nizza–Mont Agel. 1935 gewann Vietto Paris–Nizza und wurde Vierter bei Paris–Roubaix. 1938 siegte er bei der Polymultipliée. Während des Zweiten Weltkriegs war er weiter als Rennfahrer aktiv, 1941 gewann er die französische Straßenmeisterschaft (in der nichtbesetzten Zone) und 1943 den Circuit du Midi. 1946 errang er den Grand Prix de la République.
Nach dem Ende seiner Radsportkarriere führte Vietto einen Bauernhof im Hinterland von Cannes. Er ist gemeinsam mit seiner Frau Giselle auf dem Col de Braus, seinem Hausberg, beerdigt. Dort gewann er bei der Tour 1934 die Bergwertung.